# Schwalbenbach (Fränkische Rezat)
Der Schwalbenbach ist ein 6,7 km langer Bach, der bei Elpersdorf bei Windsbach im Landkreis Ansbach von links und Norden in die Fränkische Rezat mündet. Der Flusslauf ist insgesamt stark begradigt.

## Verlauf
Der Schwalbenbach entspringt auf freiem Feld in der Gemarkung Wernsbach 300 Meter östlich der Bauschuttdeponie von Neuendettelsau und fließt etwa einen Kilometer in südöstlicher Richtung entlang der Gemarkungsgrenze zwischen Wernsbach und Haag bis zur Staatsstraße 2410, die er verdohlt unterquert. Nach weiteren 700 Metern gleicher Fließrichtung nimmt er einen etwa einen Kilometer langen Bach als rechten Zufluss auf. Erst hier beginnt der Schwalbenbach sich leicht ins Gelände einzugraben, ein flaches Tal mit etwa 10 Metern Höhenunterschied. Er fließt weitere zwei Kilometer in gleicher Richtung durch den Ort Moosbach unterquert einige Ortsstraßen und die Kreisstraße AN 15 und bildet dann in einem Waldgebiet Feuchtflächen, ändert dort seine Fließrichtung nach Süden, speist eine Kette von vier Weihern und erreicht nach etwa 500 Metern die Schwalbenmühle, die einzige einstig an diesem Bach betriebene Wassermühle, und unterquert die Staatsstraße 2220. Danach fließt er in südwestlicher Richtung weiter zwischen dem Petersberg im Norden und dem Adenberg im Süden und bildet hier Feuchtflächen, die bis nach Retzendorf reichen, wo er am Waldschwimmbad vorbei in südlicher Richtung weiterfließt, bis er nach etwa 500 Metern nördlich in die Fränkische Rezat als linker Zufluss mündet, dem Ort Elpersdorf bei Windsbach an der anderen Uferseite gegenüber.

### BayernAtlas („BA“)
Amtliche Online-Gewässerkarte mit passendem Ausschnitt und den hier benutzten Layern: Lauf und Einzugsgebiet des Schwalbenbachs

Allgemeiner Einstieg ohne Voreinstellungen und Layer: BayernAtlas der Bayerischen Staatsregierung (Hinweise)
1. 1 2  Höhe abgefragt auf dem Hintergrundlayer Amtliche Karte (Rechtsklick).
2. ↑  Länge abgemessen auf dem Hintergrundlayer Amtliche Karte.
3. ↑  Einzugsgebiet abgemessen auf dem Hintergrundlayer Amtliche Karte.
4. ↑  Begradigung nach dem Hintergrundlayer Historische Karte, auf der der Bach anders als heute deutliche Mäander zeigt.